# Болтенков, Пётр Михайлович
Пётр Михайлович Болтенков (18 июня 1908, с. Сорокино, Курская губерния — 18 февраля 1986, с. Сорокино, Белгородская область) — лейтенант Советской Армии, участник Великой Отечественной войны, Герой Советского Союза (1944).

## Биография
Родился 18 июня 1908 года в селе Сорокино (ныне — Старооскольский городской округ Белгородской области) в крестьянской семье. Получил начальное образование, работал бригадиром в колхозе.
В 1941 году был призван на службу в Рабоче-крестьянскую Красную Армию. С этого же года — на фронтах Великой Отечественной войны. К сентябрю 1943 года гвардии старший сержант Пётр Болтенков командовал сапёрным взводом 270-го гвардейского стрелкового полка 89-й гвардейской стрелковой дивизии 37-й армии Степного фронта. Отличился во время битвы за Днепр.
30 сентября 1943 года взвод под командованием Петра Болтенкова изготовил из подручных средств 20 плотов и отыскал 2 лодки, что позволило полковым подразделениям успешно форсировать Днепр в районе села Келеберда Кременчугского района Полтавской области Украинской ССР. Обнаружив минное поле на западном берегу реки, вместе со своим взводом за час снял 530 мин.
Указом Президиума Верховного Совета СССР «О присвоении звания Героя Советского Союза офицерскому, сержантскому и рядовому составу Красной Армии» от 22 февраля 1944 года за «образцовое выполнение боевых заданий командования при форсировании реки Днепр, развитие боевых успехов на правом берегу реки и проявленные при этом отвагу и геройство» был удостоен высокого звания Героя Советского Союза с вручением ордена Ленина и медали «Золотая Звезда».
В 1944 году вступил в ВКП(б). В 1946 году был уволен в запас в звании лейтенанта. Вернулся в родное село, работал председателем колхоза. Умер 18 февраля 1986 года.
Был также награждён двумя орденами Отечественной войны 1-й степени, а также рядом медалей.